# Hemigryllus amazonicus
Hemigryllus amazonicus är en insektsart som beskrevs av Andrej Vasiljevitj Gorochov 1997. Hemigryllus amazonicus ingår i släktet Hemigryllus och familjen syrsor. Inga underarter finns listade i Catalogue of Life.